# Ak 5突擊步槍
Ak 5（Automatkarbin 5）是瑞典以FN FNC改進而成的5.56×45毫米突擊步槍，亦是瑞典軍隊的制式步槍。Ak 5取代了原本的Ak 4（HK G3的瑞典版本），亦衍生出一個槍族。

## 設計及歷史
Ak 5與FN FNC的內部設計相同，兩者均採用30發M16標準彈匣（又稱STANAG彈匣），可半自動及全自動射擊，所有衍生型皆可裝上M203榴彈發射器。Ak 5和FNC的導氣系統是基於AK改進而成，但比AK更為先進。
7.62×51毫米口徑的Ak 4存在着重量大、體積大及後座力大等的缺點，瑞典在1970年代中期尋求取代Ak 4 的小口徑步槍，入選的是仿自以色列IMI加利爾的FFV890C及比利時FN FNC，瑞典最後選擇了FNC，改良後命名Ak 5。另有一些原理是仿自西德的HK G3自動步槍。

## 衍生型
Ak 5在推出標準型後，亦推出多種不同設定的型號：

### Ak 5
Ak 5是Ak 5系列的標準型，裝有金屬機械照門。

### Ak 5B
Ak 5B是Ak 5的精確射手型，裝有SUSAT  4倍氚光瞄準鏡，槍托裝有腮墊版，移除金屬機械照門，通常裝備部隊的班長。
- 重量：
  - 4.8公斤（空槍）
  - 5.4公斤（30發彈匣）

### Ak 5C
注意：裝有M203的Ak 5並非為Ak 5C
Ak 5C是Ak 5的戰術型，備有戰術導軌可加裝各種瞄準鏡及戰術燈。
- 提高可靠度
- 可調節的摺疊槍托
- 可翻式後備機械照門（300米射程）
- 全自動槍機鎖
- 透明塑料彈匣
- 戰術導軌
- 新的步槍握把（類似Ksp 90）
- 改良型護木
- 可拆式戰術前握把
- 新型消焰器
- 刺刀座
- 尼龍戰術背帶

### Ak 5CF

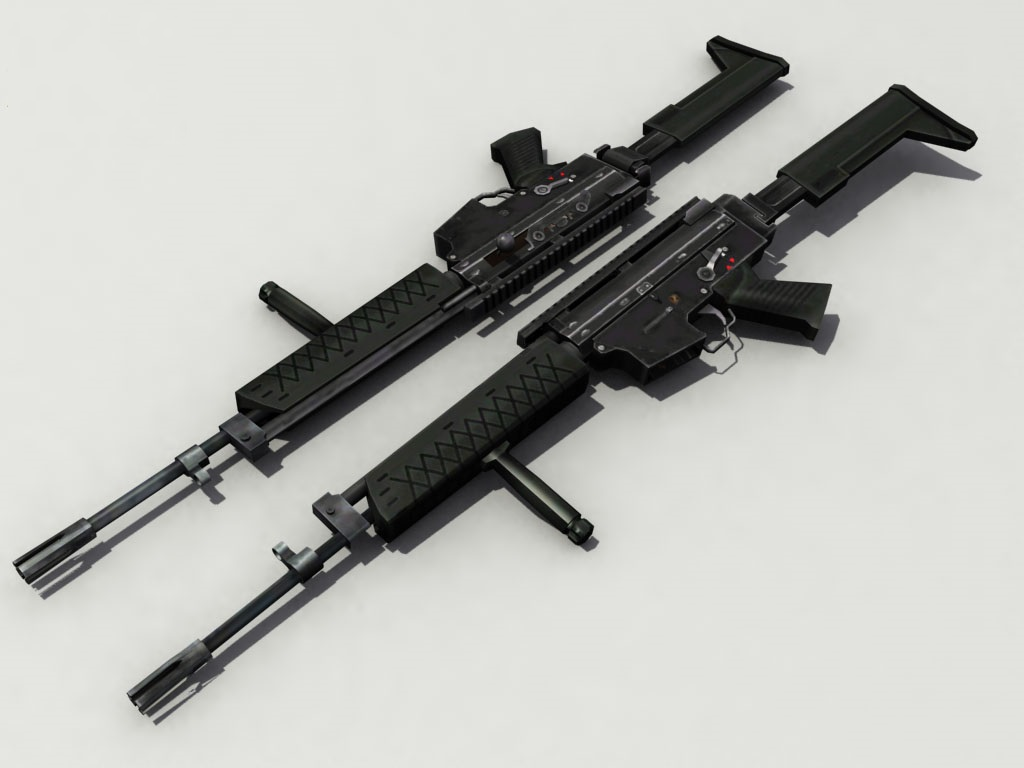
Ak 5CF的3D繪圖

在Ak 5C量產前，又推出了Ak 5CF，當中F解作（försök）試驗型，試驗在2005年6月完成，四個月後瑞典國防物資管理局（FMV）與薩博博福斯動力簽一個4年合約購買40,000把Ak 5CF（以Ak 5改裝而成）。首批新型的Ak 5CF已在2006年6月交付瑞典部隊，如在阿富汗的國際安全援助部隊（ISAF）、在賴比瑞亞的聯合國賴比瑞亞特派團（UNMIL）及在科索沃的科索沃維持和平部隊（KFOR）。

### Ak 5D
Ak 5D是Ak 5的最新卡賓槍改進型，裝有短槍管、類似HK G36的內置式瞄準鏡提把、前握把及MIL-STD-1913戰術導軌，可加加裝各種戰術配件。
Ak 5D的卡賓槍尺寸非常適合遊騎兵、近戰部隊及車組人員裝備，瑞典警隊亦有採用Ak 5D。

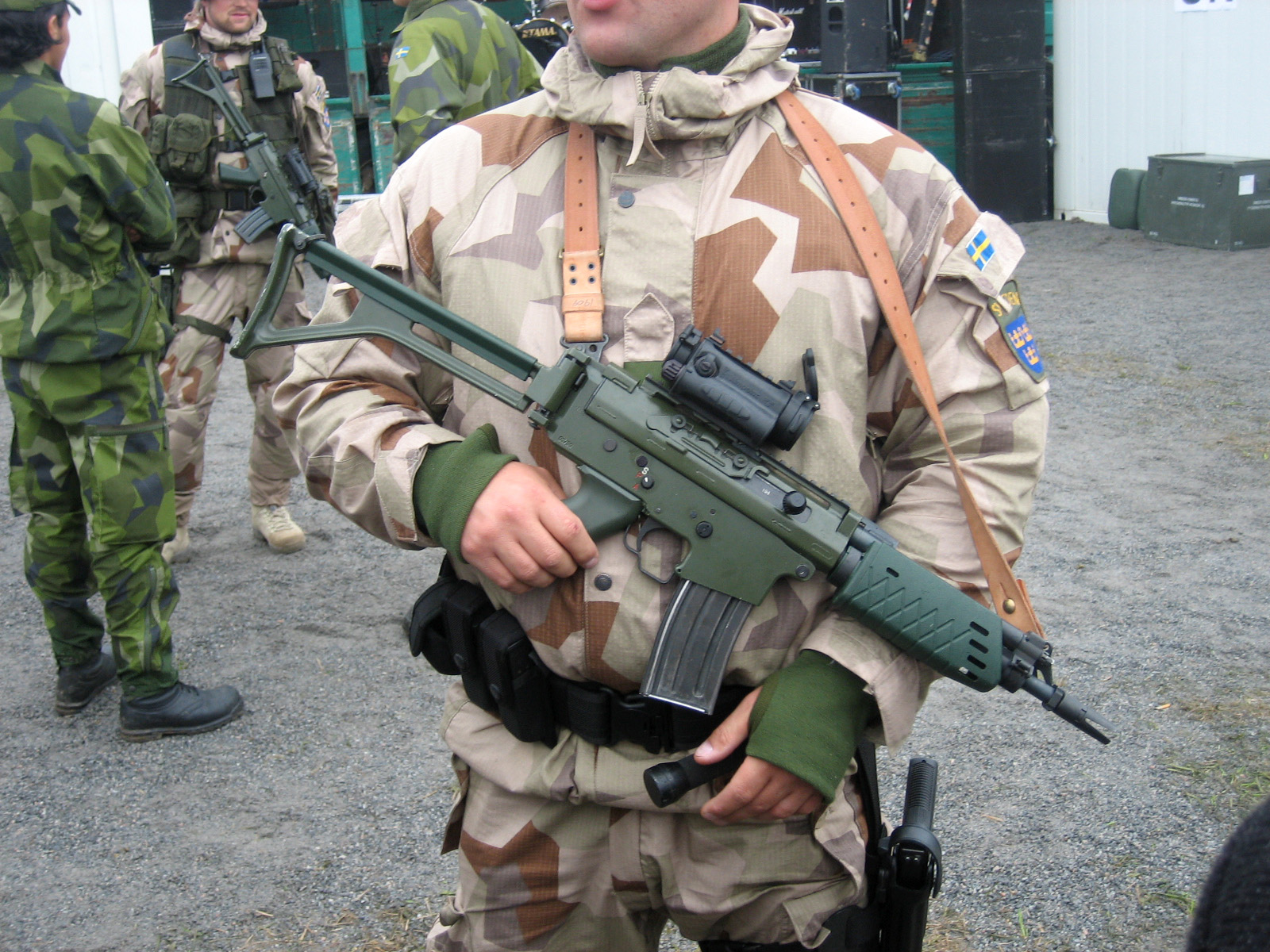
裝有Aimpoint內紅點瞄準鏡的AK 5D
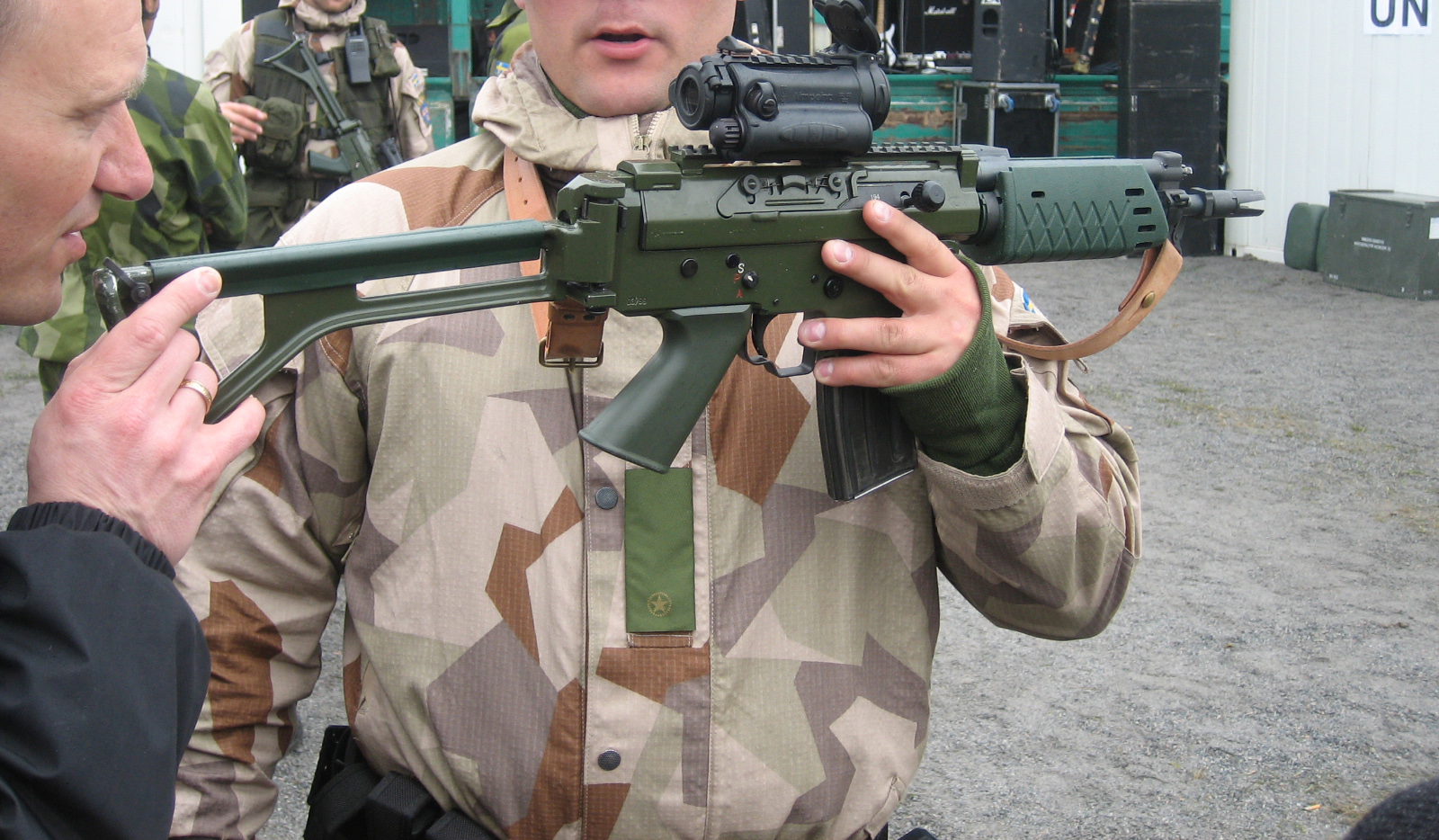
適合近戰的短槍管Ak 5D

### CGA5C2
CGA5C2（Carl Gustav Automatic Carbine 5 C2）是用於替代原型Ak 5的所推出測驗型。

### CGA5P
瑞典警隊及挪威警隊裝備的特別版本Ak 5D名為CGA5P（有些人錯誤地稱其為Ak 5DP），實質上CGA5P是全黑色的Ak 5D（軍用Ak 5系列為綠色），全自動發射模式被鎖上，但仍保留固定式機械照門及戰術導軌。CGA5P機匣兩邊皆有保險選擇鈕。

## 使用國

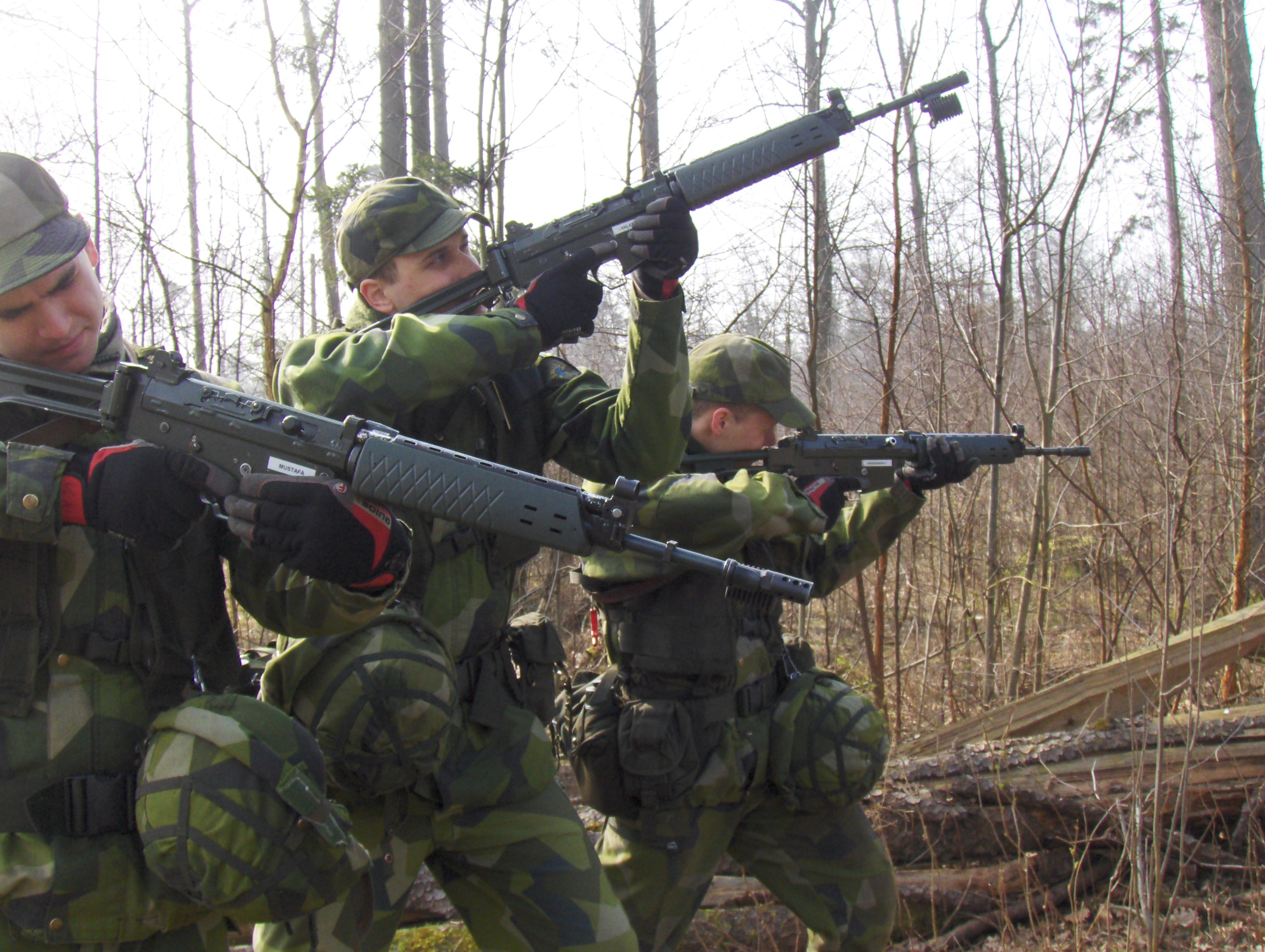
使用Ak 5作訓練的瑞典士兵

- 丹麦
  - 海軍蛙人兵團
- 挪威
- 瑞典

## 登場作品

### 電子遊戲
- 2012年—《榮譽勳章：鐵血悍將》：型號為Ak 5C，命名為“Ak 5”，僅於聯機模式中作為步槍兵解鎖武器登場。
- 2013年—《劫薪日2》：型號為Ak 5（預設），命名為“AK5”。
- 2013年—《戰地風雲4》：型號為Ak 5C，命名為“Ak 5C”，聯機模式中作為所有兵種通用的解鎖武器登場。戰役模式中則能夠在解鎖後由主角丹尼爾·雷克所使用。
- 2020年—《決勝時刻：黑色行動冷戰》：型號為Ak 5，命名為“Krig 6”。時代錯誤地出現於1981年。戰役模式中由中央情報局特別活動部、蘇聯軍隊和德國人民警察／史塔西所使用。